# 皎月院
無量院（むりょういん）または皎月院（こうげついん、? - 慶長5年9月17日〈1600年10月23日〉または元和元年10月14日〈1615年11月8日〉）は、戦国時代・安土桃山時代の女性。石田三成の正室で石田重家、石田重成、辰姫ら三男三女の母（後妻であり、二男一女の母とする説もある）。父は宇多頼忠、兄弟に宇多頼重らがいる。一説に姉に山手殿（真田昌幸正室） がいる。

## 生涯
生年は不詳。三成からは「うた」と呼ばれていた。当時政権の中心にあった三成の妻であるにもかかわらず、逸話などはほとんど残っていない。

### 結婚と子女
結婚の時期については、出家した重家が遺した『霊牌日鑑』や『極楽寺系図』によれば、三成が秀吉に仕官したのが18歳の時と記されており、『津軽家史料』には三成夫妻の最初の子である長女（山田隼人正の妻）が関ヶ原の戦いの時には22歳と記されていることから、うたが三成に嫁いだのは三成が秀吉に仕官した天正5年（1577年）から翌天正6年（1578年）の間であり、長女を産んだのは天正7年（1579年）であることがわかる。

### 関ヶ原と佐和山城の最期
関ヶ原の戦いの際には父や三成の家族とともに佐和山城にいた。関ヶ原で三成ら西軍が敗れると、徳川家康は西軍を裏切った小早川秀秋らに佐和山城を攻めさせた。城方も奮戦するものの数に敵わず、頼忠、頼重らは自害し、三成の家臣・土田桃雲が三成の妻ら一族の婦女を刺殺し、天守に火を放ったという。享年は不明。

### 佐和山での死去に疑問を呈する説
近年の研究では、三成の妻・うたが佐和山城で命を落としたという従来の伝承に異論が出されている。秀吉政権下では諸侯の妻たちは原則として大坂城に集められていたにもかかわらず、うたのみが領地に留まっていたとされることは不自然であると、歴史研究家の白川亨は指摘している。また、石田家の菩提寺である妙心寺寿聖院に残る、嫡男の石田重家（宗亨）が記した『霊牌日鑑』には、三成本人や一族の戒名は記されているが、うたの戒名は見当たらない。
この説では、三成の妻・うたは関ヶ原の敗戦後、大坂から洛中へと移り、しばらく隠棲していたとされる。その後、前田家から突如離縁され、妙心寺雑華院に身を寄せていた祖心尼と接点を持ち、祖心尼が妙心寺壽聖院において出家後の石田重家（宗亨）に帰依していた縁から、うたとの間にも信頼関係が築かれていたとみられる。
やがて、三成の次女・小石殿と共に祖心尼の再婚先を調整し、小石殿の夫・岡重政の斡旋により、慶長13年（1608年）頃に祖心尼が町野幸和に再嫁する際、うたもこれに同行して会津へと下ったとされる。うたは当初、岡重政の居城である津川城に住まいを定めた後、やがて会津若松の極楽寺に移り、夫・三成の菩提を弔う日々を送ったと考えられている。
元和元年（1615年）10月14日、うたは同地で示寂し、祖心尼が葬儀を主宰、壽聖院にいた宗亨禅師に使者を送り、宗亨により「無量院殿一相寿卯大禅定尼」の戒名が贈られたとされる（会津若松『極楽寺過去帳』）。

### その後に続いた石田家の血脈
なお、うたの没後も、彼女と深い交流を持っていた祖心尼は、石田家の縁者の行く末を見守り続けた。慶長18年（1613年）、徳川家康の命により小石殿の夫・岡重政が切腹を命じられると、その遺児である岡吉右衛門（うたの孫）を祖心尼が引き取り、元和9年（1623年）には自らの娘であるおたあと婚姻させた。
二人の間に生まれたのが、お振の方（自証院）である。お振の方はのちに江戸幕府三代将軍・徳川家光の側室となり、家光にとって初めての子となる長女・千代姫（霊仙院）を授かった。千代姫は尾張徳川家二代藩主・徳川光友に嫁ぎ、三代藩主・徳川綱誠を生んだことで、石田家の血筋は尾張徳川家へと受け継がれていった。
この千代姫の血統は、第七代藩主・徳川宗春に至るまで尾張家に続き、さらに千代姫の孫・三千君を通じて、二条家・九条家を経て貞明皇后、昭和天皇へとつながっているとされる（系譜：石田三成 （正室：うた）- 小石殿 - 岡吉右衛門 - お振の方（自証院）- 千代姫（霊仙院）  - 徳川綱誠 - 徳川吉通 - 三千君 - 二条宗基 - 二条治孝 - 九条尚忠 - 九条道孝 - 貞明皇后 - 昭和天皇）。
この一連の縁から、うたが遺した想いと石田家の血筋は、静かに後世へと受け継がれていった。

## 伝承の補説
- 寿聖院の位牌にある「皎月院殿寂室宗珠大禅定尼」という戒名は、白川亨によれば、近年に寿聖院の住職谷口楚石によって諡号されたものであり、石田一族の菩提寺である寿聖院にも、もとは位牌や記録がなかったという[6]。
- 重成の子孫である弘前藩士杉山家では、三成の妻は三成の刑死後に自害したという伝承を残している。

## 登場する作品
- 『葵 徳川三代』（2000年、NHK大河ドラマ、演：高橋惠子）
- 『真田丸』（2016年、NHK大河ドラマ、演：吉本菜穂子）
- 『石田三成の妻は大変』（漫画、重野なおき、月刊まんがタウン）